# La Felicita, le bonheur ne coûte rien
Pour plus de détails, voir Fiche technique et Distribution.
La Felicita, le bonheur ne coûte rien (La felicità non costa niente) est un film italo-franco-suisse réalisé par Mimmo Calopresti, sorti en 2003.

## Synopsis
Sergio, un homme de quarante ans, sent qu’il doit essayer d’être heureux. Un jour, après un accident de voiture, il s’arrête et réfléchit. Il se rend compte qu’il n’aime plus sa femme et qu’elle a aussi cessé de l’aimer ; même si pour préserver sa tranquillité, celle-ci accepte les incartades de son mari. Sergio n’est plus satisfait de ce qu’il possède : il ne sait que faire de tout ce qu’il a autour de lui, de son travail d’architecte, de sa belle maison et de son fils, de son argent, des amis avec lesquels il ne parvient pas à être hypocrite et dont il ne tolère plus l’hypocrisie. Sergio abandonne tout et reste seul. Seul avec lui-même et avec un de ses ouvriers, qui est surtout un ami, et qui l’aide à comprendre que le paradis de la simplicité existe. Un jour survient le miracle. Sergio rencontre l’amour de sa vie, mais la femme belle, mystérieuse et sensuelle, l’abandonne. Il ne reste plus à Sergio qu’à plonger au plus profond de soi pour tenter de donner un sens à quelque chose dont il ignore lui-même la nature. Lorsque Sergio sera enfin arrivé au terme de sa quête, il retrouvera tout : la vie, l’amour, les amis et surtout l’espoir d’être heureux.

## Fiche technique
- Titre : La Felicita, le bonheur ne coûte rien
- Titre original (en italien) : La felicità non costa niente
- Réalisation : Mimmo Calopresti
- Scénario : Mimmo Calopresti, Francesco Bruni & Heindrun Schleef
- Production : Donatella Botti et Mimmo Calopresti pour Bianca Film (Italie) ; Luc Besson et Virginie Silla pour EuropaCorp (France) ; Elda Guidinetti & Andres Pfaeffli pour Ventura Film
- Société de distribution : EuropaCorp Distribution (France)
- Photo : Arnaldo Catinari
- Décors : Alessandro Manazzo
- Montage : Massimo Fiocchi
- Dates de sortie : 
  -  Italie : 31 janvier 2003
  -  France : 1er octobre 2003 (première au festival du film italien d'Annecy) / 12 novembre 2003 (sortie nationale)

## Distribution
- Mimmo Calopresti : Sergio
- Vincent Perez : Francesco
- Valeria Bruni Tedeschi : Carla
- Francesca Neri : Sara
- Fabrizia Sacchi : Claudia
- Luisa De Santis : Lucia
- Peppe Servillo : Gianni
- Valeria Solarino : Alessia